# Haplogonopus inflatannulatus
Haplogonopus inflatannulatus är en mångfotingart som beskrevs av Karl Wilhelm Verhoeff 1941. Haplogonopus inflatannulatus ingår i släktet Haplogonopus och familjen Spirostreptidae. Inga underarter finns listade i Catalogue of Life.